# Ctenophorus femoralis
Ctenophorus femoralis — вид ігуаноподібних ящірок родини агамових (Agamidae). Ендемік Австралії.

## Поширення й екологія
Ctenophorus femoralis мешкають у районі затоки Ексмут у Західній Австралії. Вони живуть серед порослих спініфексом піщаних дюн.